# Синельников, Кирилл Дмитриевич
Кири́лл Дми́триевич Сине́льников (1901—1966) — советский физик-экспериментатор, один из видных участников создания советской атомной бомбы. Академик АН УССР (1948). Лауреат Сталинской премии в области науки и техники (1949). Заслуженный деятель науки и техники УССР (1951).

## Биография
Кирилл Синельников родился в Павлограде Екатеринославской губернии в семье земского врача Дмитрия Ивановича (1856—1919) и Павлы Николаевны (ум. 1920) Синельниковых 16 (29) мая 1901 года. Начальное образование получил дома, а в Павлоградской мужской гимназии стал учиться с 1912 года. В связи со смертью родителей окончил только шесть классов классической гимназии. В 1920 году поступил на рабфак в Симферополе и через месяц, в январе 1921 года, был принят на физико-математический факультет Таврического  (Крымского) университета. Совмещал работу с учёбой: мастер физической лаборатории университета, лаборант; с февраля 1922 года — ассистент кафедры физики. 
Во время учёбы познакомился с Игорем Курчатовым, который позже женился на сестре Синельникова, Марине Дмитриевне. Уже в феврале 1923 года окончил университет, получив два диплома: по специальностям экспериментальной физики и чистой математики. В сентябре 1923 года по приглашению из Баку занял должность преподавателя кафедры физики и электротехники в Азербайджанском государственном университете. В 1924 году один из докладов Синельникова обратил внимание А. Ф. Иоффе, который пригласил его с сентября 1924 года занять должность старшего инженера в Ленинградский физико-технический институт. В этом институте уже работал Курчатов, совместно с которым Синельников провёл ряд исследований. 
В январе 1928 года Синельников получил заграничную командировку Наркомпроса, а в июне того же года по представлению Резерфорда — международную рокфеллеровскую стипендию, которая позволила Синельникову в течение двух с половиной лет заниматься в Кембриджской лаборатории Резерфорда, где в апреле 1930 года он написал докторскую диссертацию на соискание учёной степени доктора философии Кембриджского университета «Влияние магнитного поля на электропроводность монокристаллов кадмия», но из-за окончания срока стажировки не успел её там защитить. В июне 1930 года вернулся в СССР и занял должность научного руководителя отделa физики ядра Украинского физико-технического института (УФТИ). Осенью 1930 года он занял также кафедру физики Харьковского машиностроительного института. В январе 1937 года стал заведовать кафедрой экспериментальной физики физико-математического факультета Харьковского университета. 
В 1932 году, 10 октября, совместно с А. К. Вальтером, А. И. Лейпунским и Г. Д. Латышевым впервые в СССР расщепил ядро атома лития протонами, ускоренными до 300—400 кэВ. 
В 1944 году, при поддержке Курчатова, Кирилл Синельников восстановил УФТИ как Харьковский физико-технический институт, стал его ректором и руководителем «Лаборатории № 1», которой в рамках советского «уранового проекта» были поручены работы по реакторному материаловедению и разработке ТВЭЛов для первых ядерных реакторов. С 1948 года К. Д. Синельников — действительный член АН УССР.
Обладая организаторскими способностями, в 1956 году основал в Физико-техническом институте научное направление — изучение физики плазмы и управляемого термоядерного синтеза. Внёс большой вклад в создание в 1962 году физико-технического факультета в Харьковском национальном университете имени В. Н. Каразина, ставшим поставщиком кадров для многих ядерных центров СССР.
Большинство работ К. Д. Синельникова посвящены ядерной физике, физике и технике ускорителей, физике и технике вакуума, физическому материаловедению, физике плазмы и управляемому термоядерному синтезу, физике диэлектриков и полупроводников, физической и электронной оптике. Им были получены важные результаты по инжекции плазмы в магнитной ловушке, удержанию в ней плазмы, нагреванию плазмы.
Скончался учёный-ядерщик в Харькове 16 октября 1966 года.
В честь Синельникова названа одна из премий Национальной академии наук Украины, основанная в 1974 году, которая вручается учёным за выдающиеся научные работы в области ядерной физики.

## Научные достижения
Выдающийся учёный — один из творцов «ядерного века»:
- в середине 1930-х годов в экспериментальной лаборатории ЛФТИ открыл новый механизм электрического пробоя твёрдого диэлектрика, названный «электролитическим пробоем»;
- в 1932 году в составе «высоковольтной бригады» (совместно с А. К. Вальтером, А. И. Лейпунским и Г. Д. Латышевым) УФТИ впервые в СССР осуществил расщепление атомного ядра лития ускоренными протонами[6];
- в 1934 году предложил в области техники высоких  напряжений новую схему каскадного построения источника постоянного напряжения на ±400 кВ, названную «схемой Вальтера—Синельникова»[7];
- В 1936 году, совместно с А. К. Вальтером, разработал и построил в УФТИ крупнейший в Европе электростатический ускоритель протонов на энергию до 3,5 МэВ (ЭСУ-3,5), содержащий генератор Ван де Граафа на постоянное напряжение до 3,5 МВ[8]

## Ученики
Создал школу физиков (В. Е. Иванов, Я. Б. Файнберг, В. Ф. Зеленский, В. Т. Толок, И. А. Гришаев, Н. А. Хижняк, В. М. Амоненко, А. А. Калмыков, В. Г. Падалка, В. А. Супруненко и др.)